# FK Szavit Mahiljov
A Szavit Mahiljov (belarusz nyelven: Футбольны Клуб Савіт Магілёў, magyar átírásban: Futbolni Klub Szavit Mahiljov) egy fehérorosz labdarúgócsapat Mahiljovban, Fehéroroszországban, jelenleg a fehérorosz másodosztályban szerepel.